# Longo Caminho
Longo Caminho é o décimo álbum de estúdio dos Paralamas do Sucesso, lançado em 2002 em CD e DVD. Foi o primeiro álbum gravado pela banda após o acidente de ultraleve que paralisou Herbert Vianna, com as últimas músicas compostas antes do acidente. O álbum vendeu mais de 350 mil cópias.
O álbum é mais concentrado no trio, com pouca participação de metais, percussão e teclados. As bases musicais foram gravadas nos estúdios AR, no Rio de Janeiro, e as vozes, nos estúdios Tweety, na casa de Herbert. Os singles da trabalho do álbum foram "O Calibre", "Cuide Bem do Seu Amor" e "Seguindo Estrelas".
A faixa-título foi gravada por Zélia Duncan, que acabou não a lançando a pedido dos Paralamas por entrar em conflito com datas de lançamento do álbum. A canção "Soldado da Paz" foi gravada pela banda de reggae Cidade Negra em seu Acústico MTV, por isso a versão dos Paralamas tornou-se em oposição, um rock rasgado com a guitarra de Dado Villa-Lobos. Outra participação especial é o argentino Fito Páez em "Flores e Espinhos".
"Flores no Deserto" foi escrita em homenagem a Marcelo Yuka, ex-baterista d'O Rappa. O título da última canção, "Hinchley Pond", é o nome da fazenda dos pais de Lucy Needham Vianna, ex-mulher de Herbert, falecida no acidente. "Amor em Vão" foi composta e gravada anteriormente pelo cantor Paulo Ricardo, em seu álbum O Amor Me Escolheu, lançado em 1997, em parceria com Herbert, que inclusive participa da gravação original, assumindo os violões. Já "Flores e Espinhos", teve versão do Fat Family com o nome "Sou Só Um".
Foi também um dos primeiros discos da EMI a ter proteção anticópia, porém a tecnologia não era perfeita, dando assim a possibilidade de se copiar o disco.
O DVD, além de um documentário com todas as músicas do álbum, inclui como material bônus, o multiângulo da canção "Flores no Deserto"; a canção "Pinguins", gravada em um show feito pela banda em setembro de 2002; e o videoclipe da canção "O Calibre".
| Críticas profissionais | Críticas profissionais |
| Avaliações da crítica  | Avaliações da crítica  |
| Fonte                  | Avaliação              |
| ---------------------- | ---------------------- |
| CliqueMusic            | link                   |
| Folha de S. Paulo      | (positiva) link        |

## Faixas
| N.º | Título                                | Duração |  |
| 1.  | "O Calibre"                           | 3:22    |  |
| 2.  | "Seguindo Estrelas"                   | 4:10    |  |
| 3.  | "Longo Caminho"                       | 3:20    |  |
| 4.  | "Soldado da Paz"                      | 2:50    |  |
| 5.  | "Cuide Bem do Seu Amor"               | 3:39    |  |
| 6.  | "Amor em Vão"                         | 3:11    |  |
| 7.  | "Flores no Deserto"                   | 3:55    |  |
| 8.  | "Running on the Spot" (The Jam cover) | 3:09    |  |
| 9.  | "Flores e Espinhos"                   | 3:05    |  |
| 10. | "La Estación"                         | 2:23    |  |
| 11. | "Hinchley Pond"                       | 2:39    |  |

### Extras do DVD
- Flores no Deserto (multiângulo)
- Pinguins (ao vivo)
- O Calibre (videoclipe)